# Wilżyna

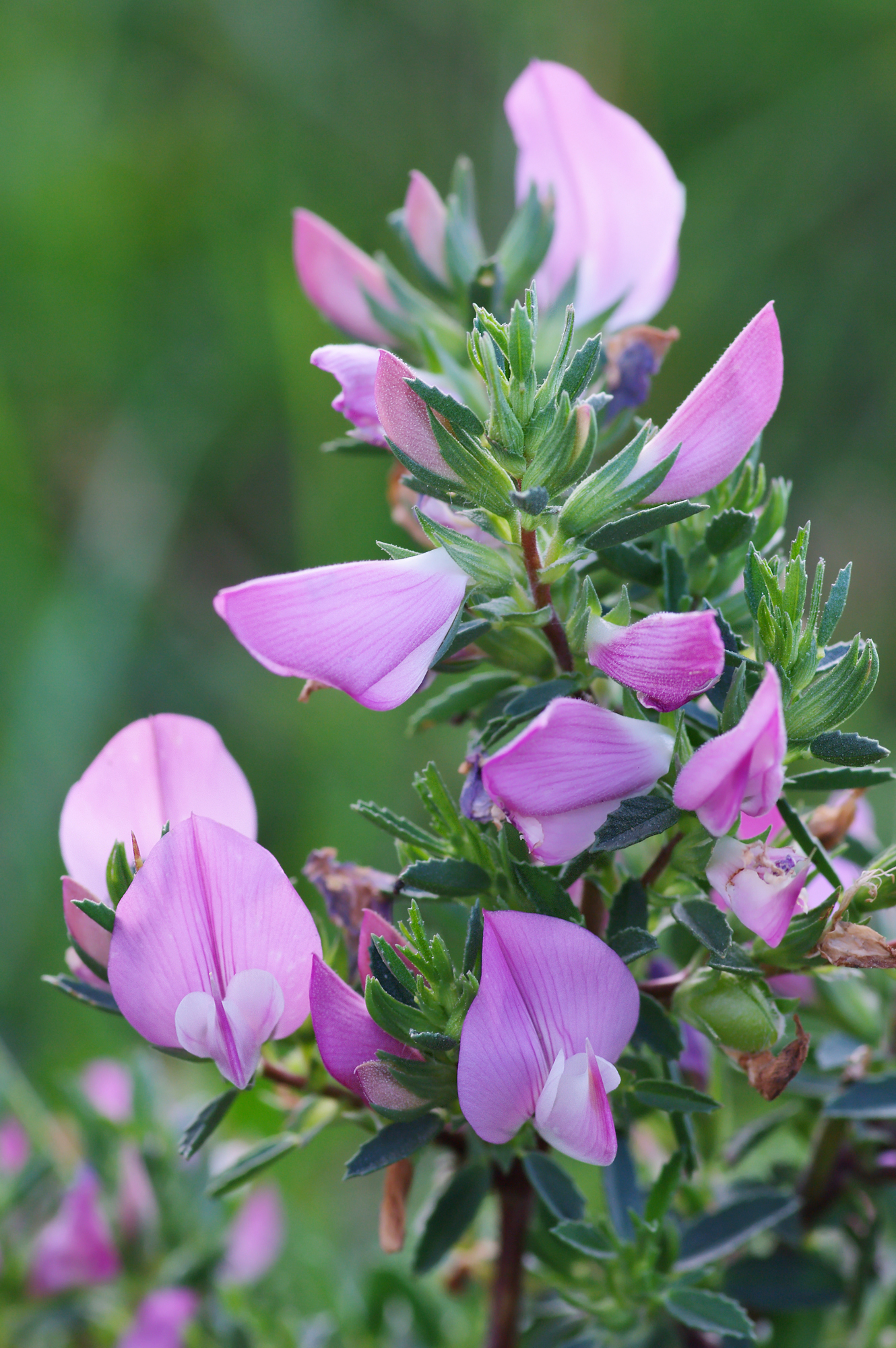
Wilżyna ciernista

Wilżyna (Ononis L.) – rodzaj roślin z rodziny bobowatych. Obejmuje 88 gatunków. Najwięcej ich występuje w Europie, poza tym rosną w zachodniej Azji i północnej Afryce. W Polsce w zależności od ujęcia systematycznego występują dwa lub trzy blisko spokrewnione gatunki (wszystkie objęte są w Polsce ochroną prawną). Wilżyny rosną na terenach nasłonecznionych, na klifach, skałach, w murawach i zaroślach. 
Niektóre gatunki są uprawiane jako rośliny ozdobne, niektóre bywają lokalnie wykorzystywane jako lecznicze. 

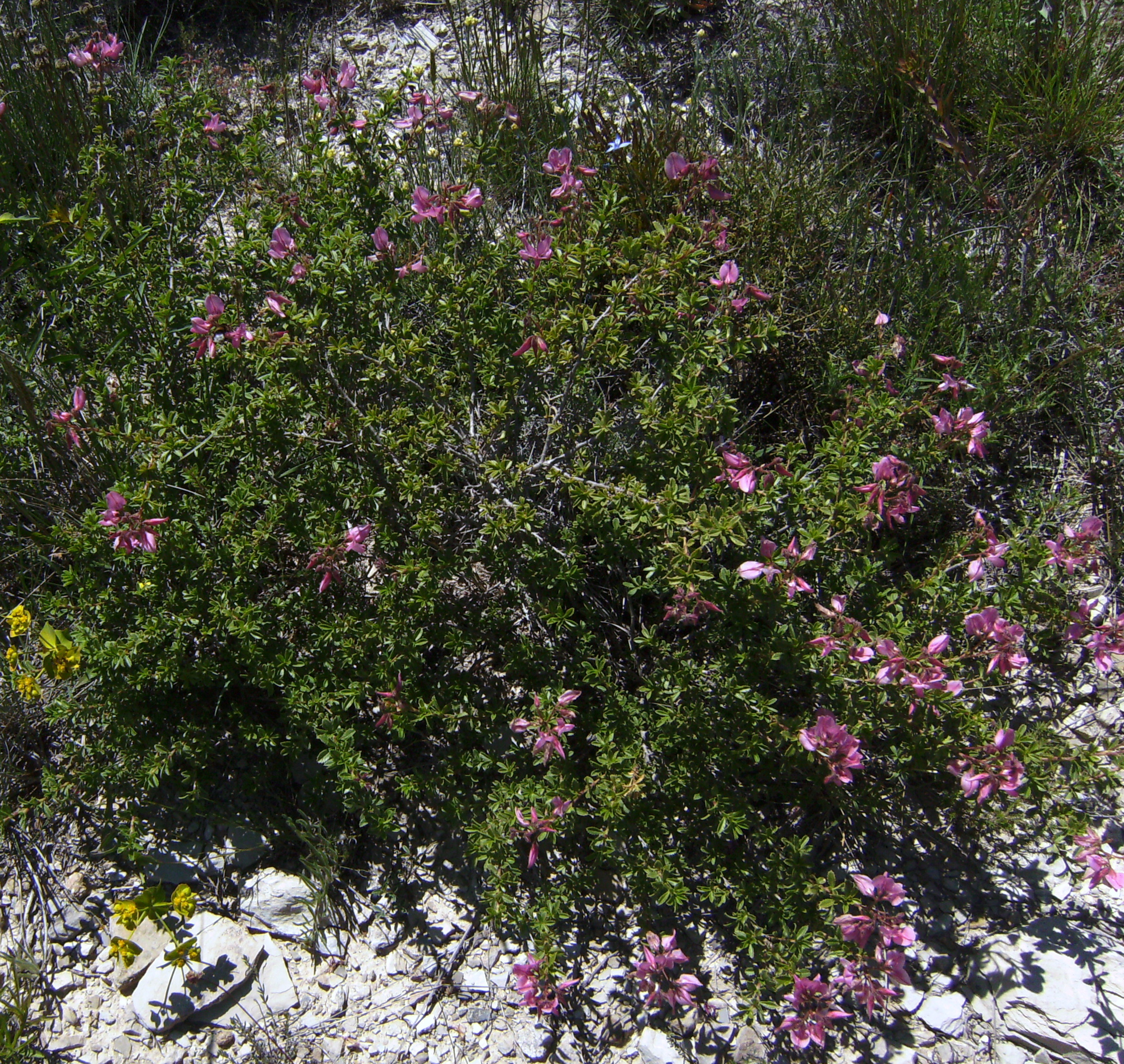
Ononis fruticosa

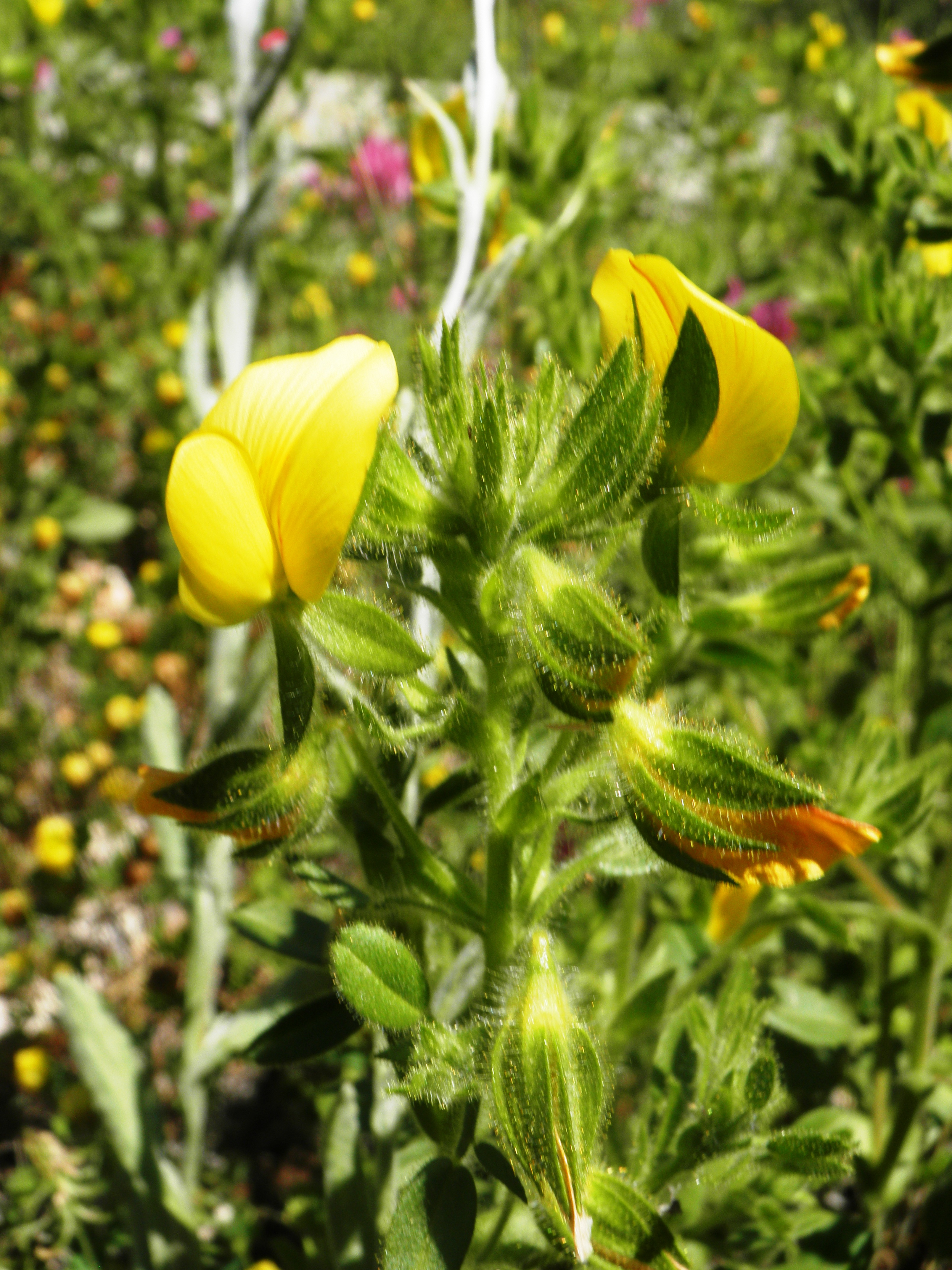
Ononis pubescens

## Rozmieszczenie geograficzne
Wilżyny występują w większości w Europie – na kontynencie tym rośnie 49 gatunków. Poza tym zasięg rodzaju obejmuje zachodną Azję sięgając na wschodzie po Pakistan, zachodnie Chiny i zachodnią Syberię. Wilżyny rosną także w północnej Afryce (w tym na Wyspach Kanaryjskich, gdzie obecne są trzy endemity) oraz na Półwyspie Somalijskim. W Polsce występuje w zależności od ujęcia systematycznego jeden, dwa lub trzy blisko spokrewnione gatunki.
Gatunki flory Polski
Pierwsza nazwa naukowa według listy krajowej, druga – obowiązująca według bazy taksonomicznej Plants of the World online (jeśli jest inna)
- wilżyna bezbronna Ononis arvensis L.
- wilżyna ciernista Ononis spinosa L.
- wilżyna rozłogowa Ononis repens L. ≡ Ononis spinosa subsp. procurrens (Wallr.) Briq.

Wszystkie gatunki występujące w Polsce są bardzo blisko spokrewnione, należą do tej samej podsekcji Acanthononis i wskazywane są jako przykład bardzo niedawnej specjacji. Powoduje to problemy z ich ujęciem systematycznym – traktowane są jako trzy odrębne gatunki, wilżyna rozłogowa bywa włączana jako podgatunek do ciernistej, czasem podobnie włączana jest też wilżyna bezbronna.

## Morfologia
PokrójRośliny jednoroczne, byliny lub półkrzewy do 1 m wysokości. Często rośliny cierniste i zazwyczaj owłosione, także gruczołowato.
LiścieZ jednym lub 3 listkami (boczne nierzadko zredukowane) i liściastymi przylistkami, zwykle przyrośniętymi do ogonka liściowego. Listki ząbkowane, z nerwami sięgającymi końców ząbków.
KwiatyMotylkowe, wyrastają z kątów liści w gronach składających się z 1 do 3 kwiatów, nierzadko ścieśnionych. Działki w liczbie 5 równej długości tworzą kielich dzwonkowaty lub dwuwargowy. Płatki korony różowe i żółte, zwykle wyraźnie żyłkowane. Dwa dolne płatki tworzą tzw. łódeczkę, dwa boczne zaokrąglone skrzydełka otulające łódeczkę, a piąty wzniesiony jest do góry tworząc żagielek. Żagielek może być szeroko rozpostarty lub z brzegami podwiniętymi. Wewnątrz kwiatu, a ściślej w łódeczce, znajduje się jeden słupek z jedną, górną zalążnią zawierającą od 1 do wielu zalążków oraz 10 pręcików, z których dziewięć zrośniętych jest nitkami tworząc rurkę, jeden pręcik zaś jest wolny.
OwoceZwykle cylindryczne strąki zawierające od 1 do wielu nerkowatych nasion.

## Systematyka
Pozycja systematyczna
Jeden z rodzajów podrodziny bobowatych właściwych Faboideae w rzędzie bobowatych Fabaceae s.l. W obrębie podrodziny należy do plemienia Trifolieae.
Wykaz gatunków
- Ononis adenotricha Boiss.
- Ononis afghanica Širj. & Rech.f.
- Ononis alba Poir.
- Ononis alopecuroides L.
- Ononis angustissima Lam.
- Ononis antennata Pomel
- Ononis aragonensis Asso
- Ononis arvensis L. – wilżyna bezbronna
- Ononis atlantica Ball
- Ononis aurasiaca Förther & Podlech
- Ononis avellana Pomel
- Ononis azcaratei Devesa
- Ononis baetica Clemente
- Ononis basiadnata Hub.-Mor.
- Ononis biflora Desf.
- Ononis broteroana Ser.
- Ononis catalinae Reyes-Bet. & S.Scholz
- Ononis cephalantha Pomel
- Ononis cephalotes Boiss.
- Ononis christii Bolle
- Ononis cintrana Brot.
- Ononis clausonis (Pomel) Pomel
- Ononis cossoniana Boiss. & Reut.
- Ononis costae Menezes
- Ononis crinita Pomel
- Ononis crispa L.
- Ononis cristata Mill. – wilżyna grzebieniasta
- Ononis cuatrecasasii Devesa
- Ononis dentata Sol. ex Lowe
- Ononis diffusa Ten.
- Ononis euphrasiifolia Desf.
- Ononis filicaulis Salzm. ex Boiss.
- Ononis fruticosa L.
- Ononis gines-lopezii Devesa
- Ononis hebecarpa Webb & Berthel.
- Ononis hirta Desf. ex Poir.
- Ononis hispida Desf.
- Ononis incisa Coss. & Durieu ex Batt.
- Ononis intermedia C.A.Mey. ex Rouy
- Ononis jahandiezii Maire & Weiller
- Ononis laxiflora Desf.
- Ononis leucotricha Coss.
- Ononis macrosperma Hub.-Mor.
- Ononis maweana Ball
- Ononis megalostachys Munby
- Ononis minutissima L.
- Ononis mitissima L.
- Ononis mogadorensis Förther & Podlech
- Ononis natrix L. – wilżyna odmienna
- Ononis nuristanica Podlech
- Ononis oligophylla Ten.
- Ononis ornithopodioides L.
- Ononis pedicellaris (Batt.) Širj.
- Ononis pendula Desf.
- Ononis peyerimhoffii Batt.
- Ononis phyllocephala Boiss.
- Ononis pinnata Brot.
- Ononis polyphylla Ball
- Ononis polysperma Barratte & Murb.
- Ononis pseudoserotina Batt. & Pit.
- Ononis pubescens L.
- Ononis pusilla L. – wilżyna niewielka
- Ononis ramosissima Desf.
- Ononis reclinata L.
- Ononis reuteri Boiss.
- Ononis rosea Durieu
- Ononis rotundifolia L.
- Ononis × schouwii Ser.
- Ononis serotina Pomel
- Ononis serrata Forssk.
- Ononis sessilifolia Bornm.
- Ononis sicula Guss.
- Ononis sieberi Besser ex DC.
- Ononis speciosa Lag.
- Ononis spinosa L. – wilżyna ciernista
- Ononis striata Gouan
- Ononis talaverae Devesa & G.López
- Ononis tazaensis Förther & Podlech
- Ononis thomsonii Ball ex Oliv.
- Ononis tournefortii Coss.
- Ononis tridentata L.
- Ononis unifoliolata Dobignard, Jacquemoud & Jeanm.
- Ononis vaginalis Vahl
- Ononis varelae Devesa
- Ononis variegata L.
- Ononis verae Širj.
- Ononis villosissima Desf.
- Ononis viscosa L.
- Ononis zygantha Maire & Wilczek